# Mozárabové
Mozárabové byli křesťané, kteří své náboženství vyznávali na území ovládaném muslimy pod podmínkou placení určitých poplatků. Měli vlastní soudní, politické a církevní instituce vycházející z vizigótské tradice. Muslimové se nikdy nesnažili obrátit je na islám, a dokonce sami usilovali o to, aby vytrvali v křesťanské víře. Emír Abdurrahmán II. dal podnět ke svolání córdobského koncilu (851), jenž měl vyřešit problém mozárabských mučedníků. Pokud mozárabové nezasahovali do politických otázek, nebyli vystaveni ani náboženském pronásledování. Pokud konvertovali k islámu, dělali to dobrovolně. Jeden muslimský kronikář napsal, že křesťané přestupovali na muslimskou víru pouze ze tří důvodů – aby unikli křesťanské spravedlnosti, nemuseli platit daně, nebo když chtěli mít několik manželek.
Mozárabští křesťané přejali životní způsoby muslimů – mnozí z nich měli harém, sloužili v muslimském vojsku nebo zastávali některé funkce ve státní správě. Sám svatý Eulogius si postěžoval na to, že mozárabové zanedbávali latinskou kulturu a učí se arabsky. Tváří v tvář úpadku mozárabské církve a přejímání muslimského životního stylu jejími věřícími se skupina córdobských křesťanů domnívala, že jedině když dokáží faleš Mohameda i jeho učení, skončí konverze křesťanů k islámu a muladíové se vrátí ke své staré víře. V polovině 9. století nastalo z podnětu skupiny córdobských mozárabů na poloostrově další období mučedníků. Opat Spera-in-Deo napsal knihu vyvracející muslimské učení. A kněz zvaný Perfecto, kromě toho, že kázal křesťanství, se veřejně Mohameda zřekl, za což byl odsouzen k smrti. Před vykonáním trestu (18. dubna 850) kněz Perfecto předpověděl, že do roka zemře komoří Nasr. Věštba se vyplnila a mozárabové věřili, že Bůh jejich jednání schvaluje. Zahájili tedy řadu veřejných urážek Mohameda, a muslimští vládci je za to okamžitě vydávali katu. Mučednickou smrtí tak zemřeli kupec Juan, mnichové Isaac, Jeremfas a Teodomiro, kněz Acisclo, jáhen Paulo, voják Sancho a mnozí další.
Postoje v obou táborech byly jasné od prvního okamžiku – mozárabové se domnívali, že Nasrova smrt byla důkazem podpory Boží; a muslimské úřady plnily příkazy Koránu zbavit se násilím každého, kdo se veřejně a troufale rouhá proti Mohamedovi a jeho náboženství.
Emír Abdurrahmán II. (822 – 852) musel intervenovat u sevilleského metropolity Recafreda, aby svolal koncil a pokusil se s córdobskými blouznivci skoncovat. Na koncilu, jemuž sevillský metropolita předsedal (851), se projevily dva nesmiřitelné postoje: jeden z nich zastával Saúl, córdobský biskup, který mučedníky hájil; a druhý Recafred a ostatní mozárabští preláti, kteří byli toho názoru, že jednání Córdobanů ohrožuje všechny mozáraby na poloostrově. Koncil skončil tím, že mozárabům zakázal provokace ve formě úmyslných sebeobětí. Exaltovaná strana – ústy Saúla a svatého Eulogia – přirozeně prohlásila, že tento zákaz je plodem strachu. Metropolita přikázal, aby nespokojenci byli uvězněni. Ale Córdobané, podněcovaní mnichem Eulogiem, pokračovali ve svých provokacích tím, že povzbuzovali další mučedníky, jako byly například Flora a María (24. října 851). Nový emír Muhammad I.: (852 – 886) uplatňoval represivní politiku a córdobští mozárabové masově přestoupili na islám. Protimuslimské hnutí skončilo mučednickou smrtí hlavního iniciátora mnicha Eulogia (11. března 859), kterého córdobští a toledští mozárabové vzápětí prohlásili za svatého. Toto poslední období mučedníků na poloostrově vyprovokované mozáraby je považováno za neúspěšný pokus o upevnění křesťanské víry u křesťanů a muladíů al-Andalusu. Mozárabská církev spěla nevyhnutelně ke svému zániku.